# غاري ترنت
غاري ترنت (بالإنجليزية: Gary Trent)‏ مواليد 22 سبتمبر 1974 في كولومبوس، هو لاعب كرة سلة أمريكي معتزل. بدأ مسيرته الاحترافية في سنة 1995. تم اختياره من قبل فريق ميلووكي باكز خلال الدرافت. يبلغ طوله 6 قدم 8 بوصة (2.0 م). اعتزل اللعب في 2007. أحرز خلال مسيرته في الإن بي إيه 4366 نقطة بمعدل 8.6 نقاط في المباراة الواحدة.

## المسيرة الاحترافية
لعب مع بورتلاند ترايل بلايزرز من سنة 1995 إلى 1998، ثم لعب مع تورونتو رابتورز في سنة 1998، ثم لعب مع دالاس مافيريكس من سنة 1998 إلى 2001، ثم لعب مع مينيسوتا تمبر ولفز من سنة 2001 إلى 2004، ثم لعب مع فيرتوس روما في الدوري الإيطالي في سنة 2005.

## روابط خارجية
- غاري ترنت على موقع إن بي أي (الإنجليزية)
- غاري ترنت على موقع سبورتس رفرنس (الإنجليزية)
- غاري ترنت على موقع كرة السلة الأوروبية.كوم (الإنجليزية)
- غاري ترنت على موقع كلية كرة السلة في سبورتس رفرنس.كوم (الإنجليزية)
- غاري ترنت على موقع ريلجم (الإنجليزية)
- غاري ترنت على موقع بروبوليرز (الإنجليزية)
- غاري ترنت على موقع سبورتس رفرنس (الإنجليزية)